# 안톤 자볼로트니
안톤 콘스탄티노비치 자볼로트니(러시아어: Антон Константинович Заболотный, 1991년 6월 13일 ~ )는 러시아의 축구 선수로, 포지션은 공격수이다. 현재 러시아 프리미어리그의 PFC CSKA 모스크바에서 활동하고 있다.